# 慶長通寶

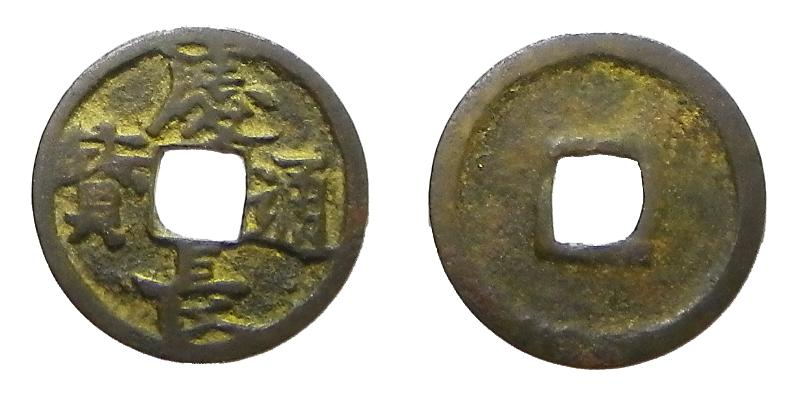
慶長通寳

慶長通寶 (日语：／〔〕／ Keicyōtsūhō) 是1606年江户幕府发行的铜钱，是日本自平安时代的皇朝十二錢停止鑄造以来再次自行鑄造銅錢，銅錢上刻有“慶長通寳”字樣。

## 概述
日本自停止鑄造皇朝十二錢之後，民間以實物作為通貨，直到宋日貿易開始從中國輸入貨幣，或民間私自仿鑄中國貨幣，但是朝廷和幕府始終沒有鑄造日本的本國貨幣。然而戰國末期國內、國際貿易發展已使得貨幣不足，私鑄貨幣也導致經濟混亂，需要全國統一貨幣。
慶長通寳有两种主要类型。一种较大，质量相对较好，文字完整；另一种较小，质量较差，据说使用了永樂通寶的模具，並將“永樂”去除并替換為了“慶長”，前者主要用于江户和京都周边，后者主要用于九州地区。
当时几乎没有铸造记录，也有否定江户幕府铸造庆长通宝的说法。然而，自从幕府在1608年颁布了禁止使用永乐通宝的法律后，可以合理地认为出现了合适的铜錢来替代永乐通宝 。當時官方汇率为金1两 = 銀50匁 = 永樂通宝1貫文 = 「京錢」4貫文，一說此處「京錢」可能即是庆长通宝。  。此外，虽然颁布了禁止使用永乐通宝的法律，但庆长通宝的铸币量不足以取代永乐通宝，因此有理论认为禁令旨在打破永樂通寶在貨幣定價上的優勢地位。也有一种理论认为，禁令只是确认了交易时将四枚「京錢」兌換一枚永樂通寶的事实，而不是禁止在交易中使用永樂通寶。
另外慶長年間江户幕府刚刚建立，而国内最大的经济城市大阪，被敌视幕府的丰臣氏所统治，因此庆长通宝没有在全国流通而且还有恶意的仿币流通，在堺市環壕遺跡的宋、明、琉球貨幣遺跡中出土了66枚庆长通宝 ，可見在大阪和堺私鑄慶長通寶很盛行。 江户幕府要等到消灭丰臣氏，确立在全国的统治后发行的宽永通宝，才能建立全国统一的货币。